# Mikita Klimowicz
Mikita Alaksandrawicz Klimowicz (biał. Мікіта Аляксандравіч Клімовіч; ur. 2 kwietnia 1997) – białoruski zapaśnik walczący w stylu klasycznym.
Zajął piąte miejsce na mistrzostwach Europy w 2018. Trzeci na MŚ U-23 w 2018. Trzeci na MŚ juniorów i drugi na ME w 2017 roku.